# Berce
Berce (ukr. Берці, Berci) – wieś na Ukrainie, w obwodzie lwowskim, w rejonie jaworowskim (do 2020 roku w rejonie mościskim).